# 18948 Hinkle
18948 Hinkle este un asteroid din centura principală de asteroizi.

## Descriere
18948 Hinkle este un asteroid din centura principală de asteroizi. A fost descoperit pe 24 august 2000 la Socorro, New Mexico, în cadrul proiectului LINEAR. Asteroidul prezintă o orbită caracterizată de o semiaxă mare de 2,64 ua, o excentricitate de 0,12 și o înclinație de 1,8° în raport cu ecliptica.